# Nemzetközi szabadnév (gyógyszer)
A nemzetközi gyógyszerszabadnév vagy egyszerűen nemzetközi szabadnév az ENSZ Egészségügyi Világszervezete (WHO) által nyilvántartásba vett gyógyszerhatóanyag-név. A generikus gyógyszernevek egyik csoportja.

## Angol elnevezése
A nemzetközi szabadneveket gyakran INN-ként említik, ami az International Nonproprietary Name, vagyis „nemzetközi nem-tulajdonosi név” rövidítése. A „nem-tulajdonosi” itt azt fejezi ki, hogy ezek a hatóanyagnevek nem lehetnek védjegyek, tehát tulajdonoshoz (meghatározott vállalathoz) nem kapcsolódnak. A nemzetközi szabadnév egykomponensű gyógyszerek neveként használható (összetételekre sohasem), esetleg sók esetén ezen kiegészítéssel.

## Az Egészségügyi Világszervezet listái
A nemzetközi szabadnévre vonatkozó 3 névjavaslatot általában a hatóanyagra szabadalommal rendelkező cég nyújtja be. A nevek képzésére a WHO szabályzatot ír elő, amely például -cillin végződést csak penicillinszármazékokra enged stb. A nevek nem utalhatnak például a szabadalmasra (szemben a védjegyekkel) és egyébként sem ütközhetnek (tehát nem lehetnek azonosak, egyes vélemények szerint összetéveszthetőségig hasonlóak) gyógyszerek vonatkozásában lajstromozott védjegyekkel.

## Az engedélyezés fázisai
A nemzetközi szabadnévre vonatkozó három javaslatot – a hatóanyag leírását és farmakológiáját is tartalmazó űrlapon a nemzeti gyógyszerészeti szerv (Magyarországon az Országos Gyógyszerészeti Intézet) útján juttatják el a WHO-hoz. Ha a WHO az előírásoknak megfelelő javaslatot elfogadja, akkor egy nevet kiválaszt ezek közül, és azt meghirdeti a hivatalos lapjában. Ez az ún. proposed INN, amivel szemben bárki által észrevétel (observation) tehető a WHO-nál. Ha ilyen nem érkezik, vagy az észrevételnek a WHO nem ad helyt, ismét meghirdeti a nevet, ezúttal „recommended INN” formában. (Ez a két fázis magyarra „javasolt szabadnév”, illetve „ajánlott szabadnév” alatt fordítható). Az ajánlott nemzetközi szabadnév valamennyi gyógyszerészeti szerv számára ajánlott, a nemzeti nevek csak a végződésekben térhetnek el (például a magyar név szokás szerint -um, az angol és francia ehelyett -e, az olasz és spanyol -a végződést kap).

## A nemzetközi szabadnevek használata
Amíg a hatóanyagot termékszabadalom védi, a nemzetközi szabadnevet csak a szabadalmas (vagy az ő engedélye alapján más) használhatja.
A nemzetközi szabadnevek az adott hatóanyag nemzetközileg egységesített nevét jelentik, ezért mind a WHO akcióiban, mind a nemzetközi tendereken kötelező a használatuk. Az adott gyógyszerkészítmény elnevezésénél a gyártóra utaló toldat (például Diazepám-Roche) megengedett.

## Eltérés a triviális nevektől
A generikus gyógyszerek másik nagy csoportját az ún. triviális nevek adják (például folsav). Ezek nem szerepelnek a WHO nyilvántartásában a nemzetközi szabadnevek között. Az ilyen neveket adott esetben nemzeti nyelvekre lefordítják (például Folic acid, a folsavnál).